# Provençaalse ezel

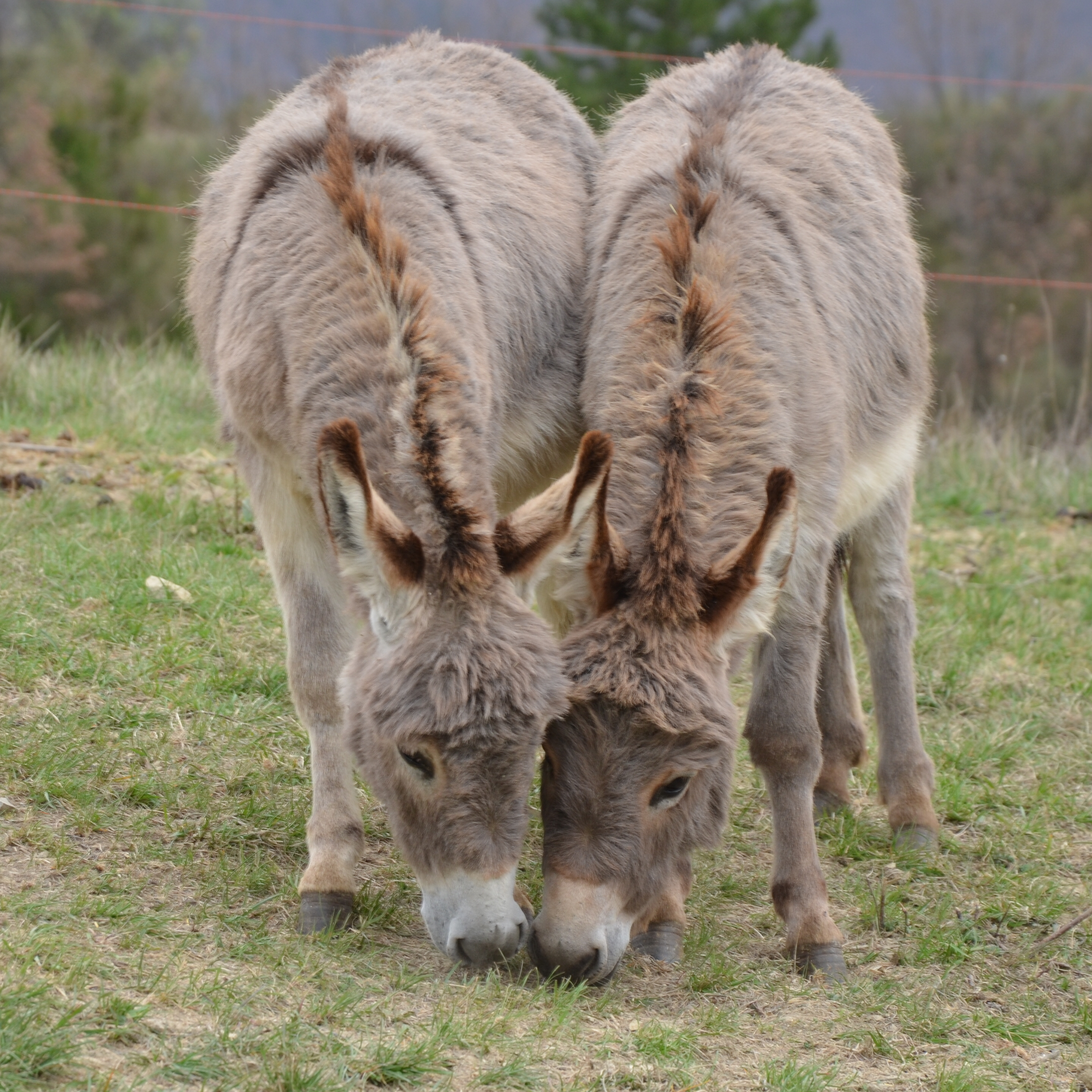
Provençaalse ezels

De Provençaalse ezel is een stevige en rustige ezel afkomstig uit de Provence.

## Geschiedenis
De Provençaalse ezel is een oud ras uit Frankrijk. Het ras is pas in 1995 erkend. Het werd vroeger vooral gebruikt om schapen van het ene gebied naar het andere te verplaatsen. Tegenwoordig wordt het dier vooral door hobbyisten gehouden.

## Exterieur
De Provençaalse ezel heeft een stokmaat van 1,17 (merries) tot 1,33 (hengsten) meter. De Provençaalse ezel is stevig gebouwd, met sterke botten en zware benen. De vacht is grijs, met hier en daar een beetje roodbruine tinten. Ook heeft deze ezel een duidelijke aalstreep en schouderkruis en de benen kunnen zebrastrepen vertonen. De hoeven zijn behoorlijk groot.

## Karakter
De Provençaalse ezel is een rustig en betrouwbaar dier. Hij is makkelijk te beleren.

## Gebruik
Het ras is meer dan vijf eeuwen lang vooral gebruikt om mee te gaan met de schaapsherders. Ze zijn vast ter been en kunnen op de moeilijkste paden lopen. Tegenwoordig wordt de Provençaalse ezel ook gebruikt als menezel of als rijdier.
Abessijnse ezel ·
Albanese ezel ·
Algerijn ·
Amerikaanse mini-ezel ·
Amiata ·
Anatolische ezel ·
Andalusische ezel ·
Ane Gascogne ·
Arcadische ezel ·
Argentato di Sologno ·
Asinara ·
Asino Sardo ·
Asno Balear ·
Asno de las Encartaciones ·
Balkan ezel ·
Barockesel ·
Bourbonnais ·
Bulgaarse ezel ·
Burro ·
Castel Morrone ·
Catalaanse ezel ·
Corsicaanse ezel ·
Cotentin ·
Cyprus ezel ·
Dwergezel ·
Ellinikon ·
Fariñeiro ·
Graciosa ·
Grand Noir du Berry ·
Grigio Siciliano ·
Herzegovijnse ezel ·
Huisezel ·
Ierse ezel ·
Indische wilde ezel ·
Istarski Magarac ·
Karakacan ·
Kiang ·
L'Âne de L'Ile de Ré ·
Majorera ezel ·
Mallorcaanse ezel ·
Maltese ezel ·
Mammoth Jackstock ·
Martina Franca ·
Merzifon ·
Mirandese ezel ·
Mongoolse wilde ezel ·
Muildier/muilezel ·
Mula ·
Normandische ezel ·
Nubische wilde ezel ·
Onager ·
Pantelleria ·
Parlagi Szamár ·
Pantesco ·
Pega ·
Poitou-ezel ·
Ponui ·
Primorsko Dinarski Magarac ·
Provençaalse ezel ·
Pyrenese ezel ·
Ragusa ·
Romagnolo ·
Sardijnse ezel ·
Sjeverno-Jadranski Magarac ·
Somalische wilde ezel ·
Spotted donkey ·
Standard donkey ·
Thüringer Waldesel ·
Verbeterde Hongaarse ezel ·
Viterbese ·
Waalse ezel ·
Wilde ezel ·
Zamorano-Leonés ·
Zweedse ezel